# NHL All-Star Game
NHL All-Star Game (fr. Match des Étoiles de la Ligue Nationale de Hockey, pol. Mecz Gwiazd NHL) – mecz pokazowo-towarzyski rozgrywany w trakcie sezonu rozgrywek hokejowych ligi National Hockey League.
Obecnie (od sezonu 2010/2011) uczestniczą w nich dwie drużyny, które są wybierane przez dwóch kapitanów drużyn. Wcześniej mecz rozgrywany był najczęściej przez drużyn z dwóch konferencji ligi np. Wales – Campbell oraz pomiędzy konferencjami Wschodnią i Zachodnią (stąd nazwa meczów Wschód – Zachód). Mecz jest rozgrywany w czasie sezonu zasadniczego (w styczniu roku kalendarzowego). Składy drużyn są kompletowane w wyniku głosowania kibiców. Do tej pory rozegrano 61 meczów gwiazd.
Ostatnie edycje zorganizowano w Ottawie (2012). Kolejny planowany był w 2013 roku został odwołany z powodu przedłużającego się lokautu, zaś w 2014 nie odbył się z powodu turnieju olimpijskiego. W 2015 odbył się w Columbus, zaś w 2016 odbędzie się w Nashville.

## Wyniki spotkań

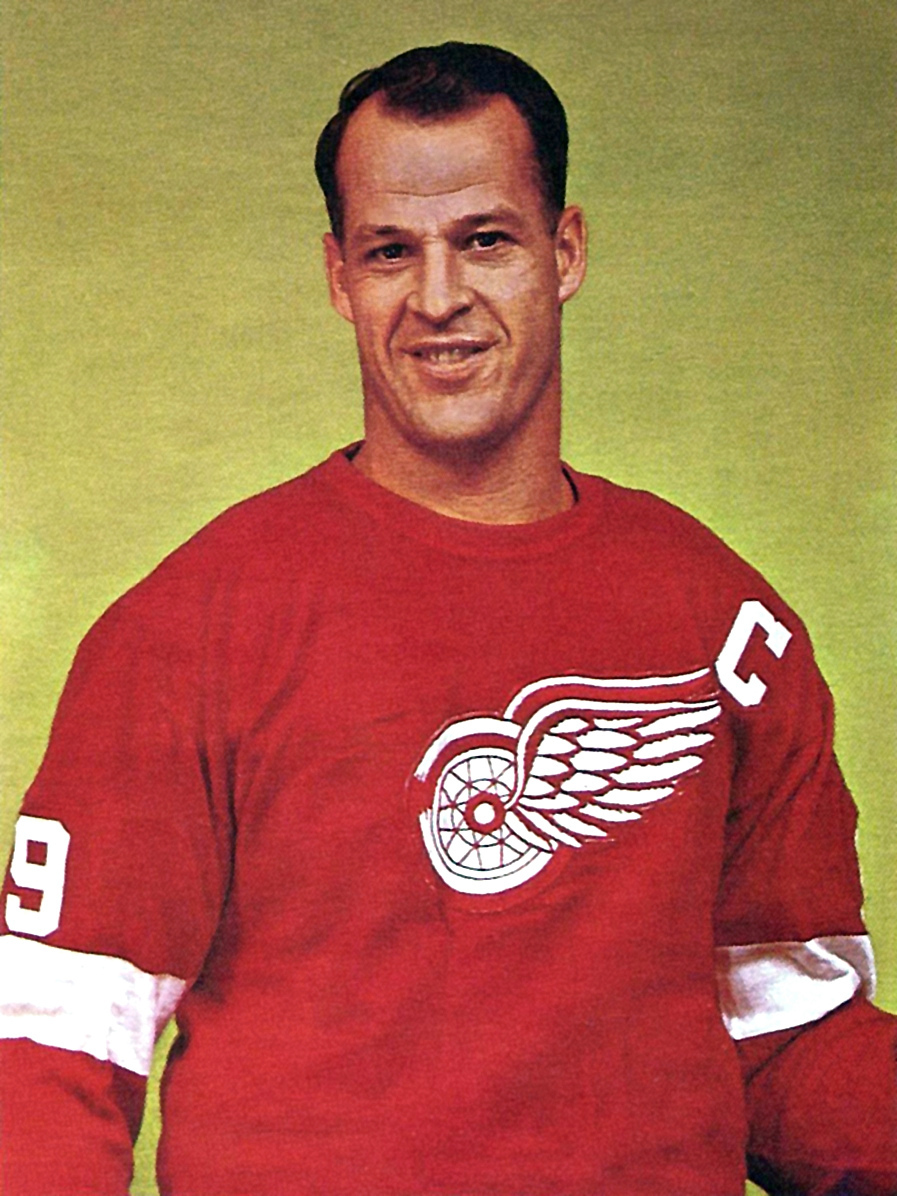
Gordie Howe
MVP 1965

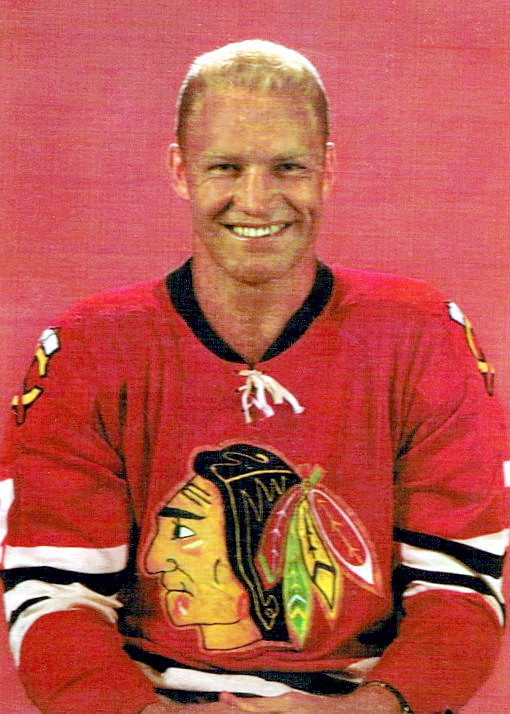
Bobby Hull
MVP 1970, 1971

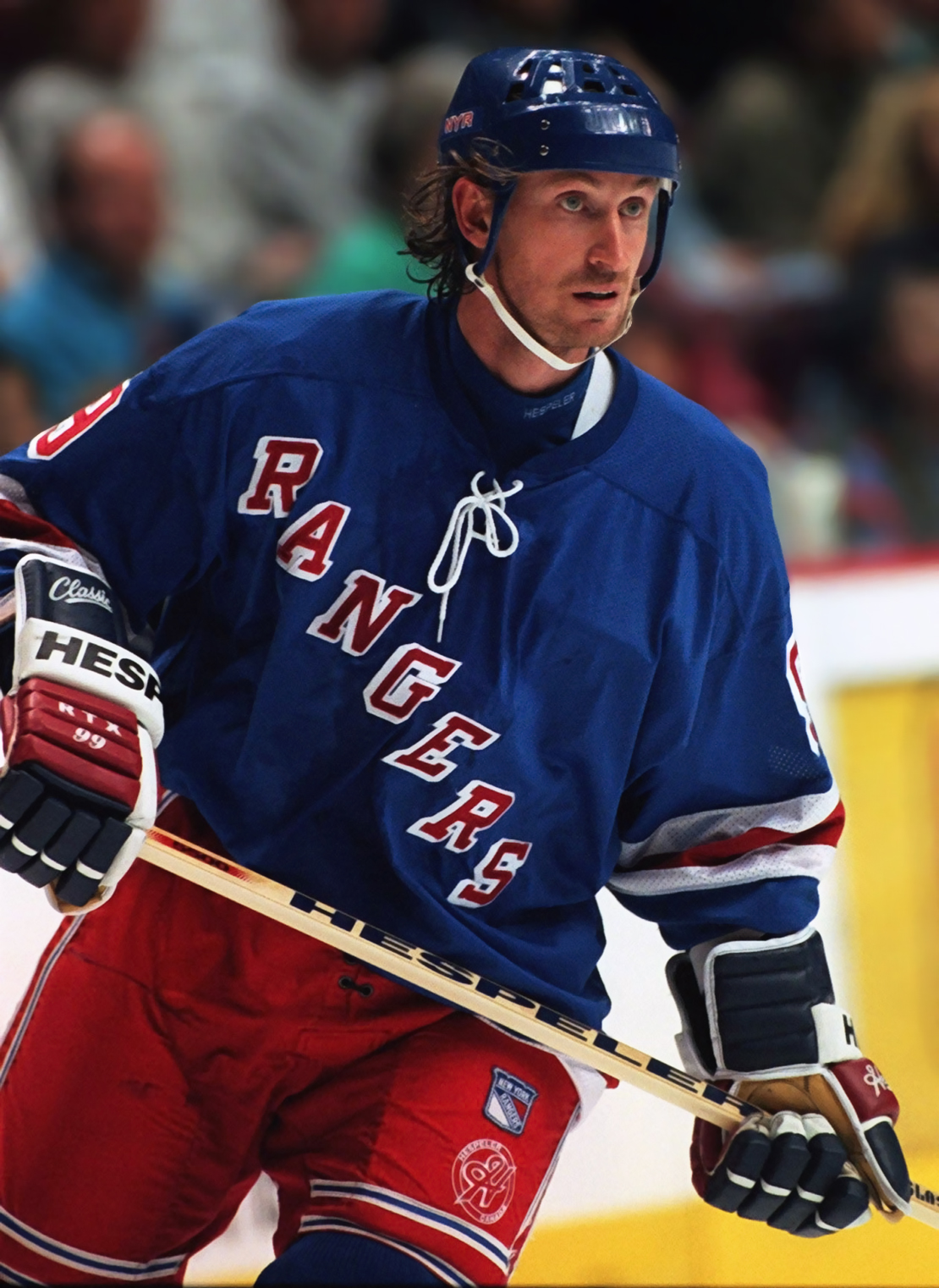
Wayne Gretzky
MVP 1983, 1989, 1999

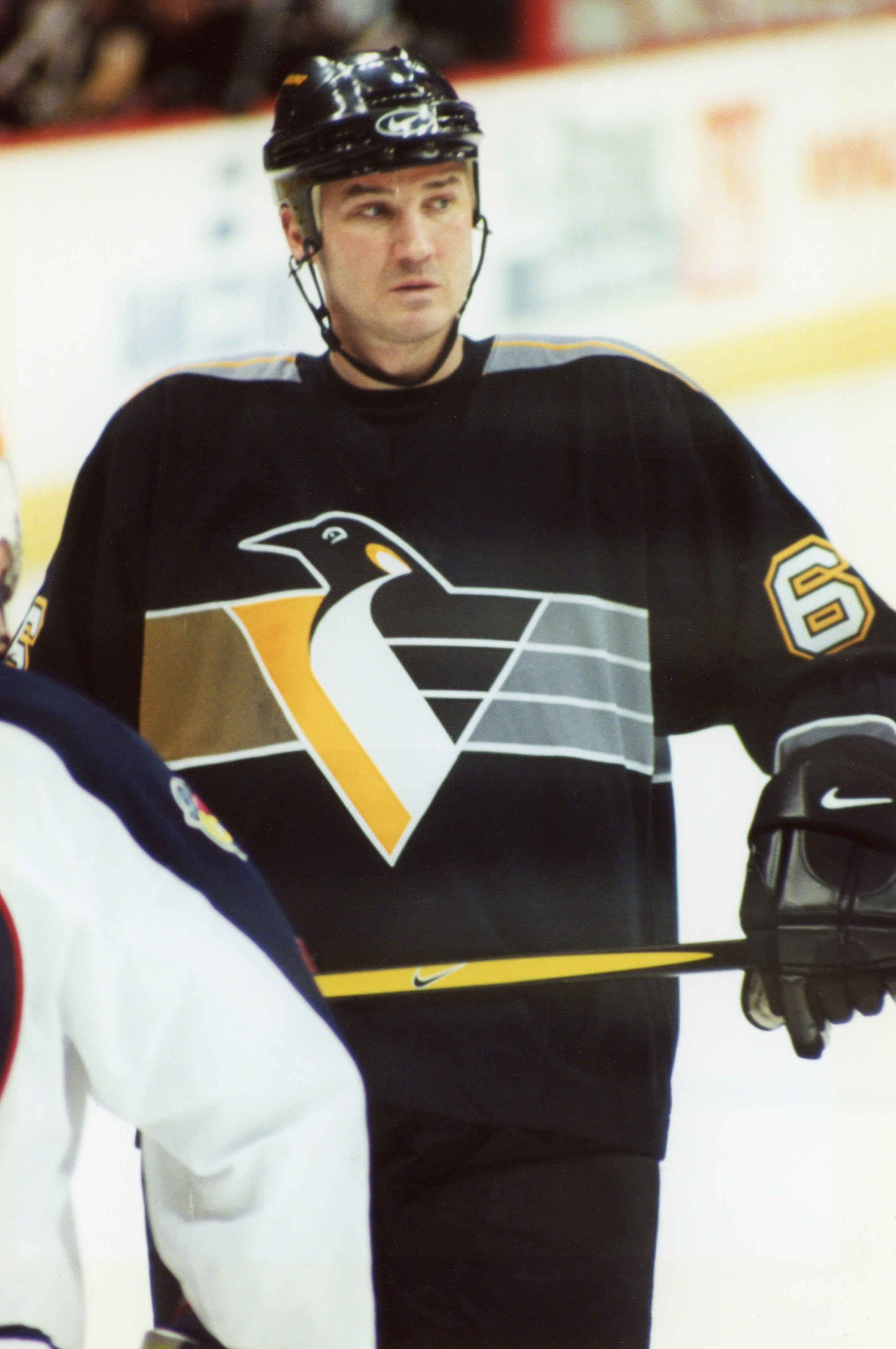
Mario Lemieux
MVP 1985, 1988, 1990

| Rok  | Zwycięski zespół                                                                       | Zwycięski zespół                                                                       | Pokonany zespół                                                                        | Pokonany zespół                                                                        | Klub organizator                                                                       |                                                                                        |
| ---- | -------------------------------------------------------------------------------------- | -------------------------------------------------------------------------------------- | -------------------------------------------------------------------------------------- | -------------------------------------------------------------------------------------- | -------------------------------------------------------------------------------------- | -------------------------------------------------------------------------------------- |
| 1947 | All-Stars                                                                              | 4                                                                                      | Toronto                                                                                | 3                                                                                      | Toronto Maple Leafs                                                                    |                                                                                        |
| 1948 | All-Stars                                                                              | 3                                                                                      | Toronto                                                                                | 1                                                                                      | Chicago Black Hawks                                                                    |                                                                                        |
| 1949 | All-Stars                                                                              | 3                                                                                      | Toronto                                                                                | 1                                                                                      | Toronto Maple Leafs                                                                    |                                                                                        |
| 1950 | Detroit                                                                                | 7                                                                                      | All-Stars                                                                              | 1                                                                                      | Detroit Red Wings                                                                      |                                                                                        |
| 1951 | 1. drużyna                                                                             | 2                                                                                      | 2. drużyna                                                                             | 2                                                                                      | Toronto Maple Leafs                                                                    |                                                                                        |
| 1952 | 1. drużyna                                                                             | 1                                                                                      | 2. drużyna                                                                             | 1                                                                                      | Detroit Red Wings                                                                      |                                                                                        |
| 1953 | All-Stars                                                                              | 3                                                                                      | Montreal                                                                               | 1                                                                                      | Montreal Canadiens                                                                     |                                                                                        |
| 1954 | All-Stars                                                                              | 2                                                                                      | Detroit                                                                                | 2                                                                                      | Detroit Red Wings                                                                      |                                                                                        |
| 1955 | Detroit                                                                                | 3                                                                                      | All-Stars                                                                              | 1                                                                                      | Detroit Red Wings                                                                      |                                                                                        |
| 1956 | All-Stars                                                                              | 1                                                                                      | Montreal                                                                               | 1                                                                                      | Montreal Canadiens                                                                     |                                                                                        |
| 1957 | All-Stars                                                                              | 5                                                                                      | Montreal                                                                               | 3                                                                                      | Montreal Canadiens                                                                     |                                                                                        |
| 1958 | Montreal                                                                               | 6                                                                                      | All-Stars                                                                              | 3                                                                                      | Montreal Canadiens                                                                     |                                                                                        |
| 1959 | Montreal                                                                               | 6                                                                                      | All-Stars                                                                              | 1                                                                                      | Montreal Canadiens                                                                     |                                                                                        |
| 1960 | All-Stars                                                                              | 2                                                                                      | Montreal                                                                               | 1                                                                                      | Montreal Canadiens                                                                     |                                                                                        |
| 1961 | All-Stars                                                                              | 3                                                                                      | Chicago                                                                                | 1                                                                                      | Chicago Black Hawks                                                                    | MVP                                                                                    |
| 1962 | Toronto                                                                                | 4                                                                                      | All-Stars                                                                              | 1                                                                                      | Toronto Maple Leafs                                                                    | Eddie Shack                                                                            |
| 1963 | All-Stars                                                                              | 3                                                                                      | Toronto                                                                                | 3                                                                                      | Toronto Maple Leafs                                                                    | Frank Mahovlich                                                                        |
| 1964 | All-Stars                                                                              | 3                                                                                      | Toronto                                                                                | 2                                                                                      | Toronto Maple Leafs                                                                    | Jean Béliveau                                                                          |
| 1965 | All-Stars                                                                              | 5                                                                                      | Montreal                                                                               | 2                                                                                      | Montreal Canadiens                                                                     | Gordie Howe                                                                            |
| 1966 | Nie rozegrano                                                                          | Nie rozegrano                                                                          | Nie rozegrano                                                                          | Nie rozegrano                                                                          | Nie rozegrano                                                                          | Nie rozegrano                                                                          |
| 1967 | Montreal                                                                               | 3                                                                                      | All-Stars                                                                              | 0                                                                                      | Montreal Canadiens                                                                     | Henri Richard                                                                          |
| 1968 | Toronto                                                                                | 4                                                                                      | All-Stars                                                                              | 3                                                                                      | Toronto Maple Leafs                                                                    | Bruce Gamble                                                                           |
| 1969 | Zachód                                                                                 | 3                                                                                      | Wschód                                                                                 | 3                                                                                      | Montreal Canadiens                                                                     | Frank Mahovlich                                                                        |
| 1970 | Wschód                                                                                 | 4                                                                                      | Zachód                                                                                 | 1                                                                                      | St. Louis Blues                                                                        | Bobby Hull                                                                             |
| 1971 | Zachód                                                                                 | 2                                                                                      | Wschód                                                                                 | 1                                                                                      | Boston Bruins                                                                          | Bobby Hull                                                                             |
| 1972 | Wschód                                                                                 | 3                                                                                      | Zachód                                                                                 | 2                                                                                      | Minnesota North Stars                                                                  | Bobby Orr                                                                              |
| 1973 | Wschód                                                                                 | 5                                                                                      | Zachód                                                                                 | 4                                                                                      | New York Rangers                                                                       | Greg Polis                                                                             |
| 1974 | Zachód                                                                                 | 6                                                                                      | Wschód                                                                                 | 4                                                                                      | Chicago Black Hawks                                                                    | Garry Unger                                                                            |
| 1975 | Wales                                                                                  | 7                                                                                      | Campbell                                                                               | 1                                                                                      | Montreal Canadiens                                                                     | Syl Apps, Jr.                                                                          |
| 1976 | Wales                                                                                  | 7                                                                                      | Campbell                                                                               | 5                                                                                      | Philadelphia Flyers                                                                    | Peter Mahovlich                                                                        |
| 1977 | Wales                                                                                  | 4                                                                                      | Campbell                                                                               | 3                                                                                      | Vancouver Canucks                                                                      | Rick Martin                                                                            |
| 1978 | Wales                                                                                  | 3                                                                                      | Campbell                                                                               | 2 d.                                                                                   | Buffalo Sabres                                                                         | Billy Smith                                                                            |
| 1979 | Mecz odwołano z powodu towarzyskich meczów pomiędzy gwiazdami NHL a reprezentacją ZSRR | Mecz odwołano z powodu towarzyskich meczów pomiędzy gwiazdami NHL a reprezentacją ZSRR | Mecz odwołano z powodu towarzyskich meczów pomiędzy gwiazdami NHL a reprezentacją ZSRR | Mecz odwołano z powodu towarzyskich meczów pomiędzy gwiazdami NHL a reprezentacją ZSRR | Mecz odwołano z powodu towarzyskich meczów pomiędzy gwiazdami NHL a reprezentacją ZSRR | Mecz odwołano z powodu towarzyskich meczów pomiędzy gwiazdami NHL a reprezentacją ZSRR |
| 1980 | Wales                                                                                  | 6                                                                                      | Campbell                                                                               | 3                                                                                      | Detroit Red Wings                                                                      | Reggie Leach                                                                           |
| 1981 | Campbell                                                                               | 4                                                                                      | Wales                                                                                  | 1                                                                                      | Los Angeles Kings                                                                      | Mike Liut                                                                              |
| 1982 | Wales                                                                                  | 4                                                                                      | Campbell                                                                               | 2                                                                                      | Washington Capitals                                                                    | Mike Bossy                                                                             |
| 1983 | Campbell                                                                               | 9                                                                                      | Wales                                                                                  | 3                                                                                      | New York Islanders                                                                     | Wayne Gretzky                                                                          |
| 1984 | Wales                                                                                  | 7                                                                                      | Campbell                                                                               | 6                                                                                      | New Jersey Devils                                                                      | Don Maloney                                                                            |
| 1985 | Wales                                                                                  | 6                                                                                      | Campbell                                                                               | 4                                                                                      | Calgary Flames                                                                         | Mario Lemieux                                                                          |
| 1986 | Wales                                                                                  | 4                                                                                      | Campbell                                                                               | 3 d.                                                                                   | Hartford Whalers                                                                       | Grant Fuhr                                                                             |
| 1987 | Mecz odwołano z powodu towarzyskich meczów pomiędzy gwiazdami NHL a reprezentacją ZSRR | Mecz odwołano z powodu towarzyskich meczów pomiędzy gwiazdami NHL a reprezentacją ZSRR | Mecz odwołano z powodu towarzyskich meczów pomiędzy gwiazdami NHL a reprezentacją ZSRR | Mecz odwołano z powodu towarzyskich meczów pomiędzy gwiazdami NHL a reprezentacją ZSRR | Mecz odwołano z powodu towarzyskich meczów pomiędzy gwiazdami NHL a reprezentacją ZSRR | Mecz odwołano z powodu towarzyskich meczów pomiędzy gwiazdami NHL a reprezentacją ZSRR |
| 1988 | Wales                                                                                  | 6                                                                                      | Campbell                                                                               | 5 d.                                                                                   | St. Louis Blues                                                                        | Mario Lemieux                                                                          |
| 1989 | Campbell                                                                               | 9                                                                                      | Wales                                                                                  | 5                                                                                      | Edmonton Oilers                                                                        | Wayne Gretzky                                                                          |
| 1990 | Wales                                                                                  | 12                                                                                     | Campbell                                                                               | 7                                                                                      | Pittsburgh Penguins                                                                    | Mario Lemieux                                                                          |
| 1991 | Campbell                                                                               | 11                                                                                     | Wales                                                                                  | 5                                                                                      | Chicago Blackhawks                                                                     | Vincent Damphousse                                                                     |
| 1992 | Campbell                                                                               | 10                                                                                     | Wales                                                                                  | 6                                                                                      | Philadelphia Flyers                                                                    | Brett Hull                                                                             |
| 1993 | Wales                                                                                  | 16                                                                                     | Campbell                                                                               | 6                                                                                      | Montreal Canadiens                                                                     | Mike Gartner                                                                           |
| 1994 | Wschód                                                                                 | 9                                                                                      | Zachód                                                                                 | 8                                                                                      | New York Rangers                                                                       | Mike Richter                                                                           |
| 1995 | Mecz odwołano z powodu lockoutu                                                        | Mecz odwołano z powodu lockoutu                                                        | Mecz odwołano z powodu lockoutu                                                        | Mecz odwołano z powodu lockoutu                                                        | Mecz odwołano z powodu lockoutu                                                        | Mecz odwołano z powodu lockoutu                                                        |
| 1996 | Wschód                                                                                 | 5                                                                                      | Zachód                                                                                 | 4                                                                                      | Boston Bruins                                                                          | Ray Bourque                                                                            |
| 1997 | Wschód                                                                                 | 11                                                                                     | Zachód                                                                                 | 7                                                                                      | San Jose Sharks                                                                        | Mark Recchi                                                                            |
| 1998 | Ameryka Płn.                                                                           | 8                                                                                      | Reszta świata                                                                          | 7                                                                                      | Vancouver Canucks                                                                      | Teemu Selänne                                                                          |
| 1999 | Ameryka Płn.                                                                           | 8                                                                                      | Reszta świata                                                                          | 6                                                                                      | Tampa Bay Lightning                                                                    | Wayne Gretzky                                                                          |
| 2000 | Reszta świata                                                                          | 9                                                                                      | Ameryka Płn.                                                                           | 4                                                                                      | Toronto Maple Leafs                                                                    | Pawieł Bure                                                                            |
| 2001 | Ameryka Płn.                                                                           | 14                                                                                     | Reszta świata                                                                          | 12                                                                                     | Colorado Avalanche                                                                     | Bill Guerin                                                                            |
| 2002 | Reszta świata                                                                          | 8                                                                                      | Ameryka Płn.                                                                           | 5                                                                                      | Los Angeles Kings                                                                      | Eric Daze                                                                              |
| 2003 | Zachód                                                                                 | 6                                                                                      | Wschód                                                                                 | 5 k.                                                                                   | Florida Panthers                                                                       | Dany Heatley                                                                           |
| 2004 | Wschód                                                                                 | 6                                                                                      | Zachód                                                                                 | 4                                                                                      | Minnesota Wild                                                                         | Joe Sakic                                                                              |
| 2005 | Mecz odwołano z powodu lockoutu                                                        | Mecz odwołano z powodu lockoutu                                                        | Mecz odwołano z powodu lockoutu                                                        | Mecz odwołano z powodu lockoutu                                                        | Mecz odwołano z powodu lockoutu                                                        | Mecz odwołano z powodu lockoutu                                                        |
| 2006 | Mecz nie został rozegrany z powodu Zimowych Igrzysk Olimpijskich 2006                  | Mecz nie został rozegrany z powodu Zimowych Igrzysk Olimpijskich 2006                  | Mecz nie został rozegrany z powodu Zimowych Igrzysk Olimpijskich 2006                  | Mecz nie został rozegrany z powodu Zimowych Igrzysk Olimpijskich 2006                  | Mecz nie został rozegrany z powodu Zimowych Igrzysk Olimpijskich 2006                  | Mecz nie został rozegrany z powodu Zimowych Igrzysk Olimpijskich 2006                  |
| 2007 | Zachód                                                                                 | 12                                                                                     | Wschód                                                                                 | 9                                                                                      | Dallas Stars                                                                           | Daniel Briere                                                                          |
| 2008 | Wschód                                                                                 | 8                                                                                      | Zachód                                                                                 | 7                                                                                      | Atlanta Thrashers                                                                      | Eric Staal                                                                             |
| 2009 | Wschód                                                                                 | 12                                                                                     | Zachód                                                                                 | 11                                                                                     | Montreal Canadiens                                                                     | Aleksiej Kowalow                                                                       |
| 2010 | Mecz nie został rozegrany z powodu Zimowych Igrzysk Olimpijskich 2010                  | Mecz nie został rozegrany z powodu Zimowych Igrzysk Olimpijskich 2010                  | Mecz nie został rozegrany z powodu Zimowych Igrzysk Olimpijskich 2010                  | Mecz nie został rozegrany z powodu Zimowych Igrzysk Olimpijskich 2010                  | Mecz nie został rozegrany z powodu Zimowych Igrzysk Olimpijskich 2010                  | Mecz nie został rozegrany z powodu Zimowych Igrzysk Olimpijskich 2010                  |
| 2011 | Drużyna Lidströma                                                                      | 11                                                                                     | Drużyna Staala                                                                         | 10                                                                                     | Carolina Hurricanes                                                                    | Patrick Sharp                                                                          |
| 2012 | Drużyna Cháry                                                                          | 12                                                                                     | Drużyna Alfredssona                                                                    | 9                                                                                      | Ottawa Senators                                                                        | Marián Gáborík                                                                         |
| 2013 | Mecz odwołano z powodu lockoutu                                                        | Mecz odwołano z powodu lockoutu                                                        | Mecz odwołano z powodu lockoutu                                                        | Mecz odwołano z powodu lockoutu                                                        | Mecz odwołano z powodu lockoutu                                                        | Mecz odwołano z powodu lockoutu                                                        |
| 2014 | Mecz nie został rozegrany z powodu Zimowych Igrzysk Olimpijskich 2014                  | Mecz nie został rozegrany z powodu Zimowych Igrzysk Olimpijskich 2014                  | Mecz nie został rozegrany z powodu Zimowych Igrzysk Olimpijskich 2014                  | Mecz nie został rozegrany z powodu Zimowych Igrzysk Olimpijskich 2014                  | Mecz nie został rozegrany z powodu Zimowych Igrzysk Olimpijskich 2014                  | Mecz nie został rozegrany z powodu Zimowych Igrzysk Olimpijskich 2014                  |
| 2015 | Drużyna Toewsa                                                                         | 17                                                                                     | Drużyna Foligno                                                                        | 12                                                                                     | Columbus Blue Jackets                                                                  | Ryan Johansen                                                                          |
| 2016 | Dywizja Pacyfiku                                                                       | 1                                                                                      | Dywizja Atlantycka                                                                     | 0                                                                                      | Nashville Predators                                                                    | John Scott                                                                             |
| 2017 | Dywizja Metropolitalna                                                                 | 4                                                                                      | Dywizja Pacyfiku                                                                       | 3                                                                                      | Los Angeles Kings                                                                      | Wayne Simmonds                                                                         |
| 2018 |                                                                                        |                                                                                        |                                                                                        |                                                                                        | Tampa Bay Lightning.                                                                   |                                                                                        |